# Religion in Albanien
Zu den Religionen in Albanien mit den meisten Anhängern zählt der Islam, die größte Minderheit ist das Christentum. Knapp die Hälfte der Bevölkerung ist muslimisch mit einer Mehrheit von Sunniten und den Angehörigen des Sufiordens der Bektaschi. Unter den insgesamt etwa 15 % Christen gibt es Orthodoxe, Katholiken und wenige Protestanten. Aufgrund der Unterdrückung der Religionsausübung in der Zeit des Kommunismus praktizieren die meisten Albaner ihre Religion jedoch nicht mehr, und viele bekennen sich nicht zu einer Religion, so dass die Sunniten heute erstmals seit 200 Jahren weniger als die Hälfte der Bevölkerung stellen.

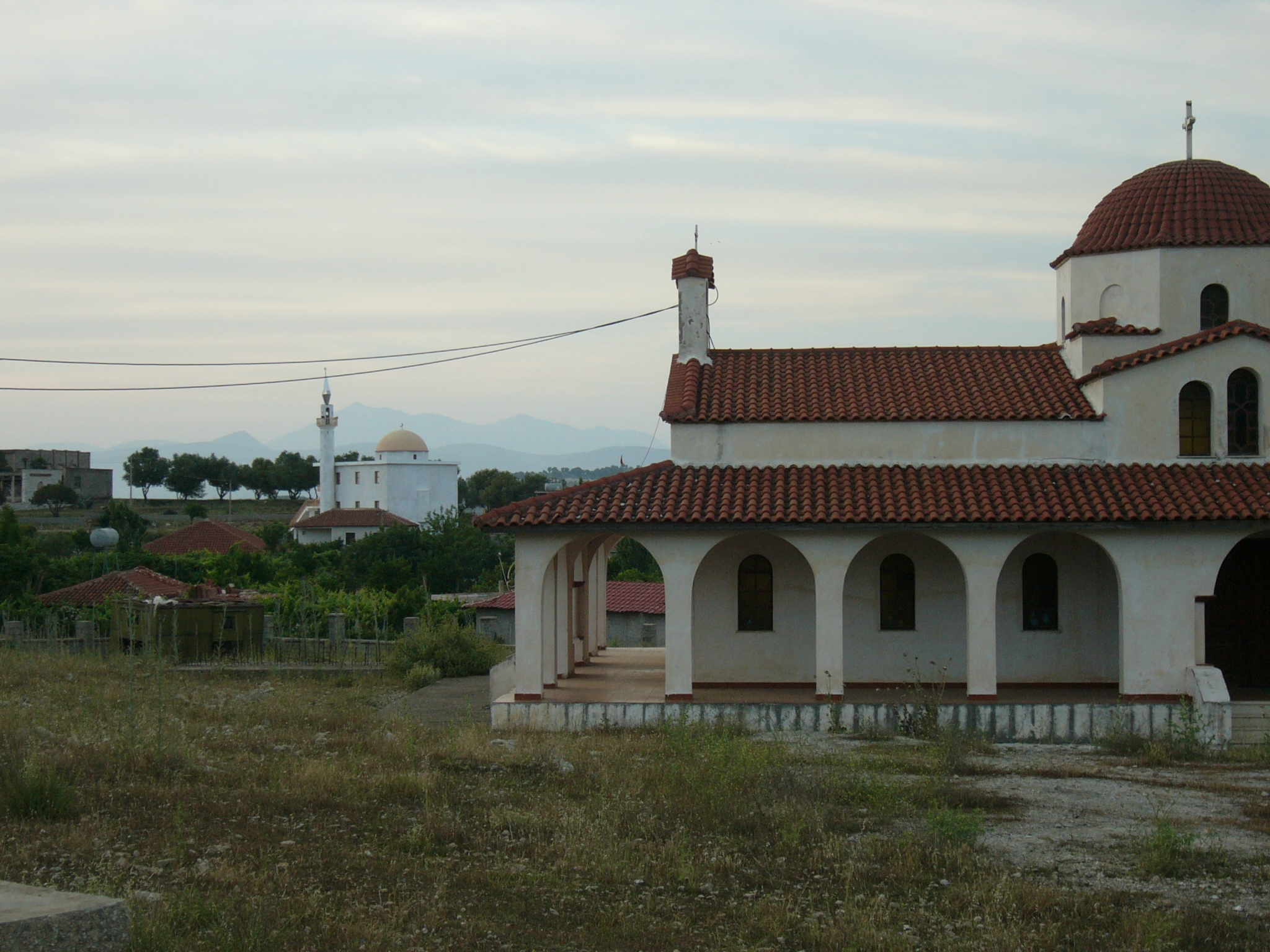
Eine Moschee neben einer orthodoxen Kirche in Südalbanien

## Hintergrund
Die Partei der Arbeit Albaniens hatte von 1967 bis 1990 Albanien zum atheistischen Staat erklärt und jegliche Religionsausübung verboten. Nach wie vor hat die Mehrheit der Albaner kein offizielles Bekenntnis abgelegt. Sie erinnern sich aber, ob die eigene Familie der muslimischen, der orthodoxen oder katholischen Tradition entstammt. Die Ausübung der Religion ist bei den wenigsten Albanern ausgeprägt.

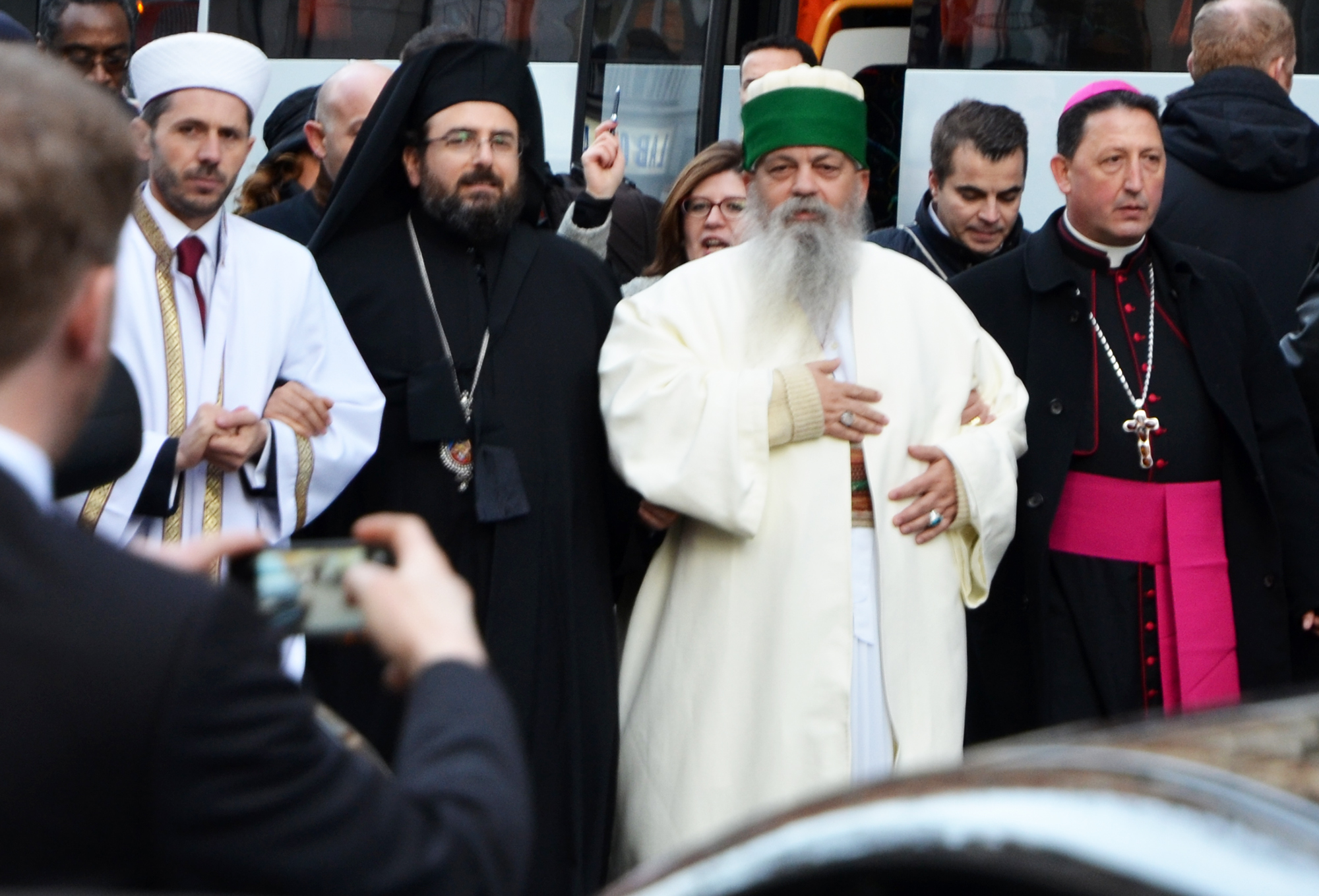
Vertreter der Muslime, der Orthodoxen, der Bektaschi und der Katholiken Albaniens in Paris bei der Kundgebung zu Ehren der Opfer des Anschlags auf Charlie Hebdo im Januar 2015

Gemäß der Südosteuropaforscherin Nathalie Clayer kennt die Geschichte Albaniens keinen religiösen Extremismus. Religiöse Toleranz bestimme den Alltag der Albaner, die stolz sind auf die Harmonie, die zwischen den Anhängern der Religionen besteht. Religiöser Pragmatismus als ein kennzeichnender Charakterzug der albanischen Gesellschaft führte im Laufe der Jahrhunderte zu zahlreichen interreligiösen Ehen. Es entstand eine starke vereinigende kulturelle Identität. Sie ist historisch auch dadurch bedingt, dass die Notwendigkeit bestand, die eigene Kultur vor Eroberungs- und Unterwerfungsversuchen anderer Völker und Länder zu schützen. Noch heute ist ein Zitat von Pashko Vasa (1825–1892), das später vom totalitären kommunistischen Regime übernommen wurde, oft zu hören:

„Mos shikoni kisha e xhamia / Feja e shqyptarit âsht shqyptaria.“

„Differenziert nicht nach Kirche oder Moschee. Die Religion des Albaners ist das Albanertum.“

Im ganzen Land und bei allen Religionen sind Aberglaube und heidnische Bräuche als Bestandteil der gemeinsamen albanischen Kultur weit verbreitet. Amulette wie Knoblauch, Puppen und Stofftiere, Flaggen und gemalte Augen, die den bösen Blick (albanisch Syri i keq) abwenden sollen, sind allgegenwärtig. Besonders in den nördlichen Bergregionen der Albanischen Alpen vermischten sich vorchristliche mit katholischen Bräuchen.
Pilgerstätten wie das katholische, dem heiligen Antonius von Padua gewidmete Kloster bei Laç werden von Anhängern aller Religionen aufgesucht. Auch Feiertage werden oft zusammen gefeiert. Dabei spielen heidnische Elemente, um die christliche Heilige bereichert wurden, eine über Religionen hinweg verbindende Rolle, sind doch heidnische Glaubensvorstellungen, Mythen und Aberglaube noch heute verbreitet.

## Religiöse Zusammensetzung
Vor dem Zweiten Weltkrieg bekannten sich etwa 70 % der Bevölkerung zum sunnitischen Islam. 20 % waren orthodoxe Christen, darunter praktisch alle Angehörigen der ethnischen Minderheiten (Mazedonier, Aromunen, Griechen und Roma). Etwa 10 % gehörten der römisch-katholischen Kirche an. Orthodoxe Albaner lebten vor allem im Süden, Katholiken im Nordwesten, Muslime waren, abgesehen von einigen Bergregionen, überall vertreten.

### Volkszählung 2023
Die Volkszählung von 2023 ermittelte folgende Religionszugehörigkeiten:
| Islam Muslime Bektaschi                                 | 1.217.362 1.101.718 115.644   | 50,68 % 45,86 % 4,81 %       |
| Christen katholisch orthodox protestantisch/evangelikal | 384.833 201.530 173.645 9.658 | 16,02 % 8,39 % 7,23 % 0,40 % |
| Andere Religionen                                       | 3.670                         | 0,15 %                       |
| Gläubige ohne Denomination                              | 332.155                       | 13,83 %                      |
| Atheismus                                               | 85.311                        | 3,55 %                       |
| Keine Antwort abgegeben                                 | 244.331                       | 10,17 %                      |
| nicht konstatiert                                       | 134.451                       | 5,60 %                       |

Zum ersten Mal seit über 200 Jahren sind die Sunniten nicht mehr in der absoluten Mehrheit. Nur noch zwei Drittel bekennen sich zu einer Religionsgemeinschaft. Mit fehlenden Angaben zu 15 % der Bevölkerung ist die Ungenauigkeit auch bei dieser Volkszählung recht groß.

### Volkszählung 2011

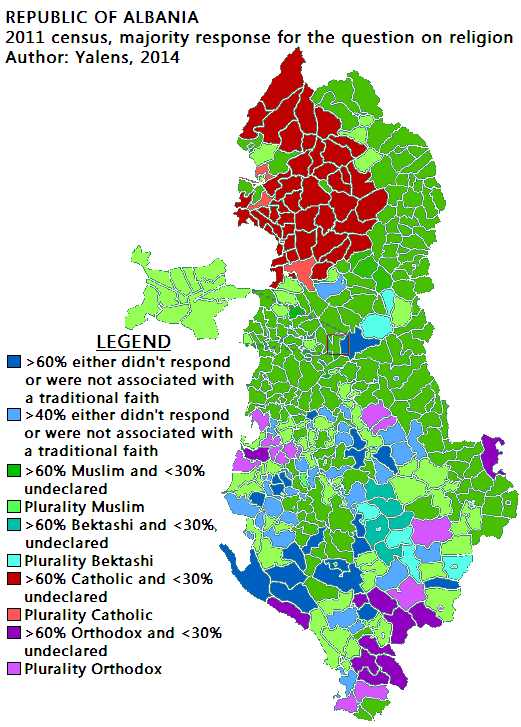
Religiöse Mehrheit nach Gemeinde (Volkszählung 2011)
Sunnitische Mehrheit
Mehrheit keiner traditionellen Religion zugehörig/keine Angabe
katholische Mehrheit
orthodoxe Mehrheit
Bektaschi-Mehrheit

Die Volkszählung von 2011 ermittelte folgende Religionszugehörigkeiten:
| Religion                                                                | Einwohner                           | Anteil                               |
| ----------------------------------------------------------------------- | ----------------------------------- | ------------------------------------ |
| Islam Muslime Bektaschi                                                 | 1.646.236 1.587.608 58.628          | 58,79 % 56,70 % 2,09 %               |
| Christen katholisch orthodox protestantisch/evangelikal andere Christen | 475.629 280.921 188.992 3.797 1.919 | 16,99 % 10,03 % 6,75 % 0,14 % 0,07 % |
| Gläubige ohne Denomination                                              | 153.630                             | 5,49 %                               |
| Atheismus                                                               | 69.995                              | 2,50 %                               |
| Keine Antwort abgegeben                                                 | 386.024                             | 13,79 %                              |
| nicht relevant/nicht konstatiert                                        | 68.022                              | 2,43 %                               |

Die Ergebnisse dieser 2011 durchgeführten Volkszählung sind umstritten. Die Autokephale orthodoxe Kirche von Albanien gab offiziell bekannt, die Zensusergebnisse nicht anzuerkennen. Aus ihrer Sicht sind insbesondere die orthodoxen Christen unterrepräsentiert, was sie auf Fehler bei der Durchführung von Personenbefragungen sowie auf bewussten Boykott der entsprechenden Fragen zurückführt. Gemäß eigener Erhebungen, basierend auf Tauf- und Pfarreiregistern, übertrifft der Anteil der orthodoxen Christen in Albanien 24 %.

### Weitere Untersuchungen
Weitere Untersuchungen aus den letzten Jahren nennen sehr unterschiedliche Zahlen. Gemäß Erhebungen der Albanischen Akademie der Wissenschaften aus dem Jahre 2003 zählten sich ungefähr 40 % der Albaner zu den Sunniten, 20 % zum Bektaschi-Orden, weitere 20 % zur orthodoxen Kirche und etwa 10 % zur katholischen Kirche. Die restlichen 10 % bezeichneten sich als Atheisten oder gehören anderen Religionen und Konfessionen an, insbesondere evangelischen oder evangelikalen Freikirchen. Eine Studie des albanischen nationalen Statistikamts Instituti i Statistikës von 2005 stellte einen Anteil von 79,9 % Muslime an der Gesamtbevölkerung Albaniens fest. Schätzungen der 2018 veröffentlichten Swiss Metadatabase of Religious Affiliation (SMRE) gehen für den Zeitraum 2000 (1996–2005) von 8 % Katholiken, 15 % Orthodoxen, 65,9 % Muslimen und 10,9 % Personen ohne Religionszugehörigkeit aus, für den Zeitraum 2010 (2006–2015) geht die Schätzung der SMRE von 8,7 % Katholiken, 9,1 % Orthodoxen, 52,5 % Muslimen und 29,5 % Personen ohne Religionszugehörigkeit aus.
Die jüdische Glaubensgemeinschaft hat etwa hundert Mitglieder, obwohl es schon seit 2000 Jahren Juden in Albanien gibt. In Tirana wurde 2010 eine Synagoge eröffnet, aber bald wieder geschlossen. Fast alle der verbliebenen Juden der nie großen Gemeinschaft wanderten nach dem Zusammenbruch der kommunistischen Herrschaft nach Israel aus.
Insgesamt gab es im Jahre 2008 in Albanien 1757 Kultstätten und Gotteshäuser. Obwohl die Muslime die relative und absolute Mehrheit bilden, verfügen sie über weniger Glaubenshäuser. Es existierten nur 568 Moscheen und 70 Tekken, aber 1119 Kirchen. Von den Kirchen waren 694 katholisch und 425 orthodox.

## Rechtsstatus
Die albanische Verfassung von 1998 bestimmt in der Einleitung und detailliert in den Artikeln 10 und 24 das Recht auf Religionsfreiheit und die Gleichbehandlung aller Religionen durch den Staat, der auch ihren rechtlichen Status anerkennt. Er selber bezeichnet sich als laizistisch. Herzliche Beziehungen zwischen den verschiedenen religiösen Glaubensrichtungen haben zu einer generell positiven Atmosphäre in diesem Land beigetragen. In Albanien gibt es keine ausdrückliche Staatsreligion, alle Religionen sind in den Augen der staatlichen Behörden gleich. Die staatliche Neutralität in Sachen Religion führt so weit, dass es an öffentlichen Schulen keinen Religionsunterricht gibt.
Religiöse Gruppen müssen sich nicht registrieren lassen, und die vorherrschenden Religionen (Christlich-Orthodoxe, Katholiken, sunnitische Muslime und die Bektaschi-Gemeinschaft) genießen viele offizielle Privilegien.

## Geschichte

### Antike
Die Mythologie und Religion der Illyrer (den angenommenen Vorfahren der Albaner) sind nur durch die Erwähnung von illyrischen Gottheiten auf Denkmälern, die aus der Zeit des römischen Reiches stammen, überliefert. Es scheint keinen Hauptgott gegeben zu haben. Auch zeigen sich Unterschiede zwischen den einzelnen Stämmen. Dem britischen Schriftsteller John Wilkes zufolge entwickelten die Illyrer keine gleichförmige Kosmologie, auf die sie ihre religiösen Praktiken konzentriert hätten.
Das Christentum verbreitete sich auf dem Gebiet Albaniens (damals größtenteils zusammengesetzt aus Epirus nova und einem Teil des südlichen Illyricums) wie im gesamten römischen Reich ausgehend von den städtischen Zentren. Das unveränderliche Wachstum der christlichen Gemeinschaft in Dyrrhachium (der römische Name für Epidamnos, heute Durrës) führte zur Entwicklung eines lokalen Bistums im Jahre 58 n. Chr. Später wurden Episkopalsitze in Apollonia, Buthrotum und Scodra gegründet.

### Spätantike und Mittelalter
Ab dem ersten und dem zweiten Jahrhundert n. Chr. war das Christentum in der Region die vorherrschende Religion, das die heidnische Vielgötterei verdrängte und größtenteils die humanistische Weltanschauung und Institutionen der Griechen und Römer geerbt hatte. Im späten 5. oder im 6. Jahrhundert entstand bei Saranda das sehr große Kloster der vierzig Märtyrer, eine bedeutende Pilgerstätte. Obwohl das albanische Gebiet zu Byzanz gehörte, blieben die Christen bis 732 unter der Rechtsprechung des römischen Papstes, als der byzantinische Kaiser Leon der Isaurier – verärgert durch die lokalen Geistlichen, die im byzantinischen Bilderstreit mehrheitlich Rom unterstützt hatten – die Kirche der Provinz vom Papst abtrennte und dem Patriarchen von Konstantinopel unterordnete. Nach der Kirchenspaltung im Jahr 1054 blieb der südliche Teil Albaniens im Einflussbereich Konstantinopels, während der Norden zur päpstlichen Rechtsprechung zurückkehrte. Das Schisma war die erste bedeutende religiöse Teilung in dieser Region.
Der Islam hielt erstmals im 9. Jahrhundert Einzug in das Gebiet des heutigen Albanien.

### Osmanische Ära
Als das albanische Sprachgebiet rund um das 15. Jahrhundert dem osmanischen Reich einverleibt wurde, begann allmählich die Islamisierung der Region. Anfangs siedelten sich türkische Einwanderer – vor allem Kaufleute, Handwerker und Soldaten und später Tımarioten – an. Die Islamisierung war begleitet von dem Phänomen des sogenannten Kryptochristentums.
Im osmanischen Reich wurde die Identität einzig aufgrund des religiösen Bekenntnisses festgelegt. Deswegen waren religiöse Fragen auch nach dem Abzug der Osmanen in den aufkeimenden nationalen und kulturellen Bekenntnissen von Bedeutung. In Ostalbanien, dem Kosovo und Mazedonien war die muslimische Bevölkerung besonders stark. Sunnitische Muslime lebten traditionell in den Städten Albaniens, während Bektaschiten hauptsächlich in abgelegenen Gebieten verbreitet waren. Orthodoxe Christen konzentrierten sich hauptsächlich im Süden, die Katholiken im Norden des Landes. Diese regionale Verteilung gilt heutzutage jedoch nicht mehr ganz.

### Kommunistisches Regime

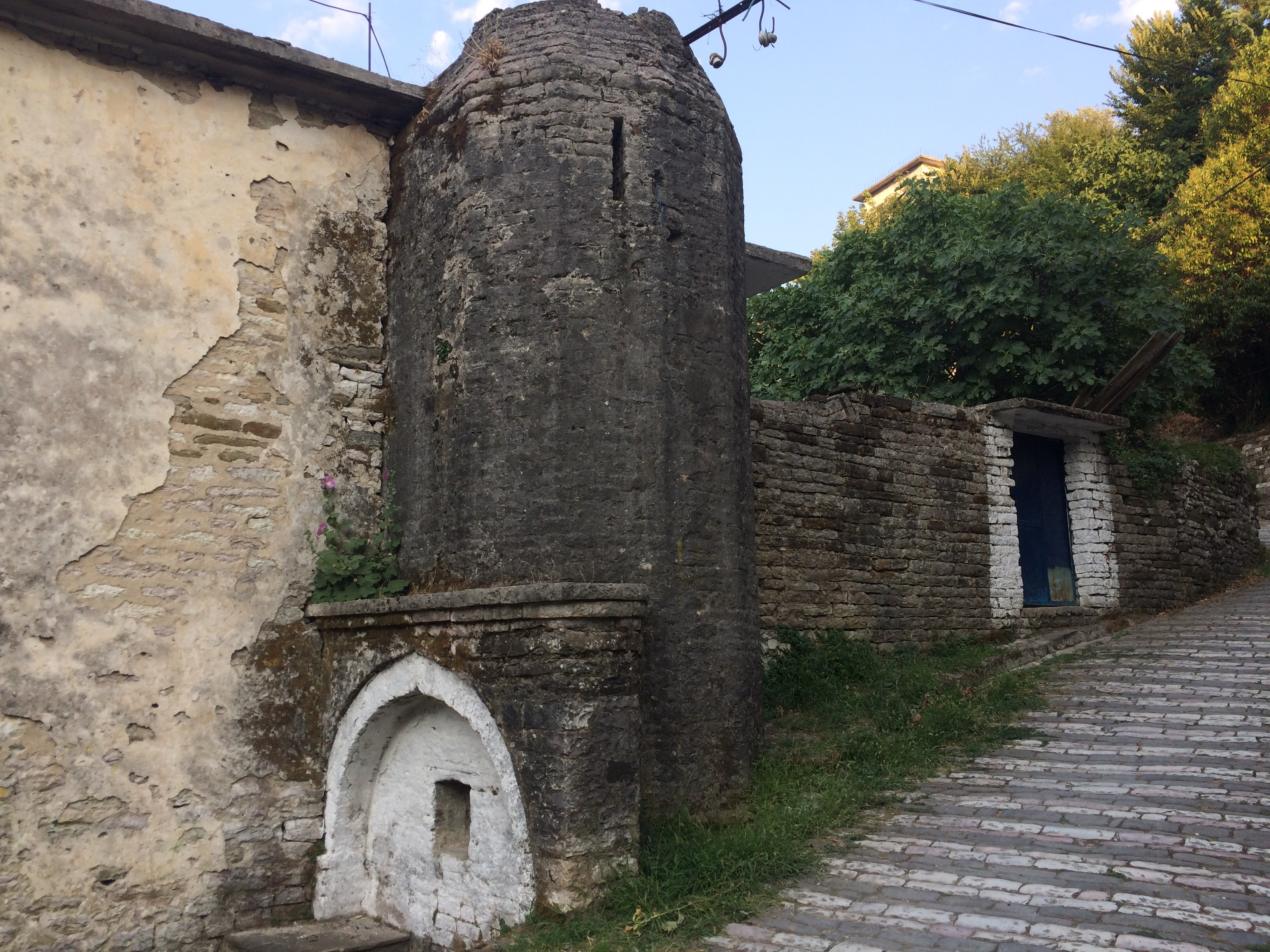
Sockel des zerstörten Minaretts der Meçite-Moschee in Gjirokastra

Das Agrarreformgesetz von 1945 beschlagnahmte Kircheneigentümer, das Dekret Nr. 743 (über Religion) sah die Errichtung einer Nationalkirche vor und verbot religiösen Würdenträgern Beziehungen zu ausländischen Mächten. Angelehnt an die chinesische Kulturrevolution von Mao erklärte der Diktator Enver Hoxha am 6. Februar 1967 Albanien zum ersten und einzigen atheistischen Staat der Welt. Jegliche religiöse Aktivität oder Symbolik wurde verboten, Kirchen und Moscheen wurden zerstört oder anderweitig genutzt, Stadt- und Ortsnamen religiöser Herkunft wurden ebenso geändert wie Personennamen.
Fast 50 Jahre lang setzte der Staat alle möglichen Mittel gegen religiöse Ideen und Institutionen ein. Während der Fastenzeit vor Ostern und dem Fastenmonat Ramadan wurden viele verbotene Lebensmittel wie Milcherzeugnisse und Schweinefleisch in Schulen und Fabriken verteilt. Der Konsum von Alkohol wurde gefördert. Das 1982 herausgegebene “Wörterbuch der Volksnamen” enthielt die 3000 erlaubten säkularen Namen.

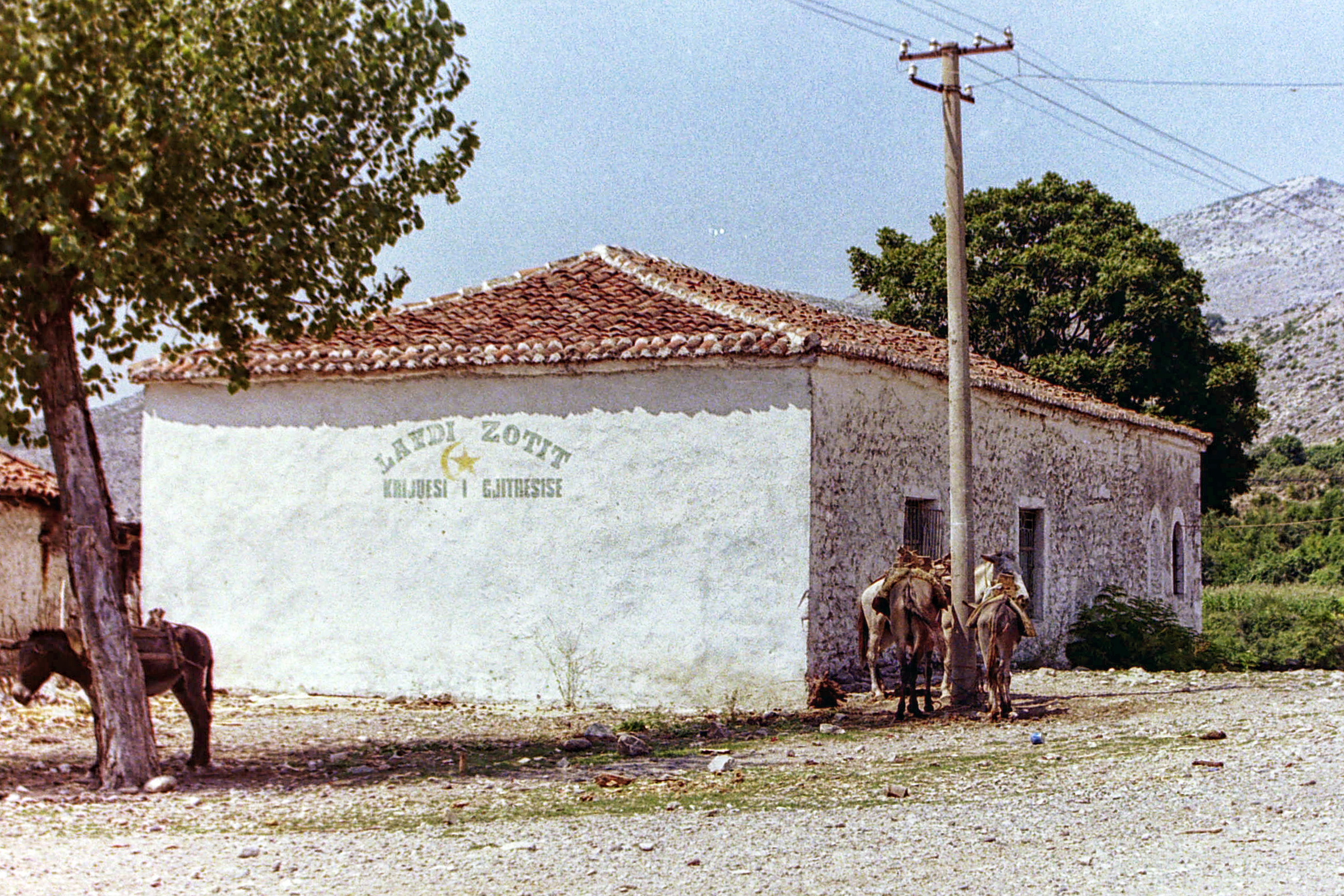
1995: provisorische Moschee in Nordalbanien

Der Kommunismus war bis 1990 die „Religion“ der Albaner gewesen. Er war so eng verknüpft mit dem Albanertum, dass auch die nationalistischen Ideen mit dem Sturz der kommunistischen Herrschaft ihren Glanz verloren. Die kommunistische Ideologie hatte das albanische Volk als das auserwählte Volk dargestellt, das dazu berufen war, dem weltweiten, unterdrückten Proletariat Vorbild und Helfer zu sein. Das bedeutete für die unter kommunistischer Herrschaft geborenen Albaner, zuerst Kommunisten zu sein. Eine andere Identität jenseits des Kommunismus gab es nicht. Alle anderen Lebensformen wurden negiert und ideologisch paralysiert. Jeder Kontakt mit der Außenwelt, auch jener mit Auslandsalbanern, wurde kontrolliert. Das ohnehin vorhandene Misstrauen wurde durch diese Enttäuschung über die kommunistische Propaganda noch verstärkt. So wurde unter den Albanern der Sinn für materielle Wirklichkeiten und die kollektive „Allergie“ gegen Ideologien verstärkt.

## Glaubensrichtungen

### Sunniten

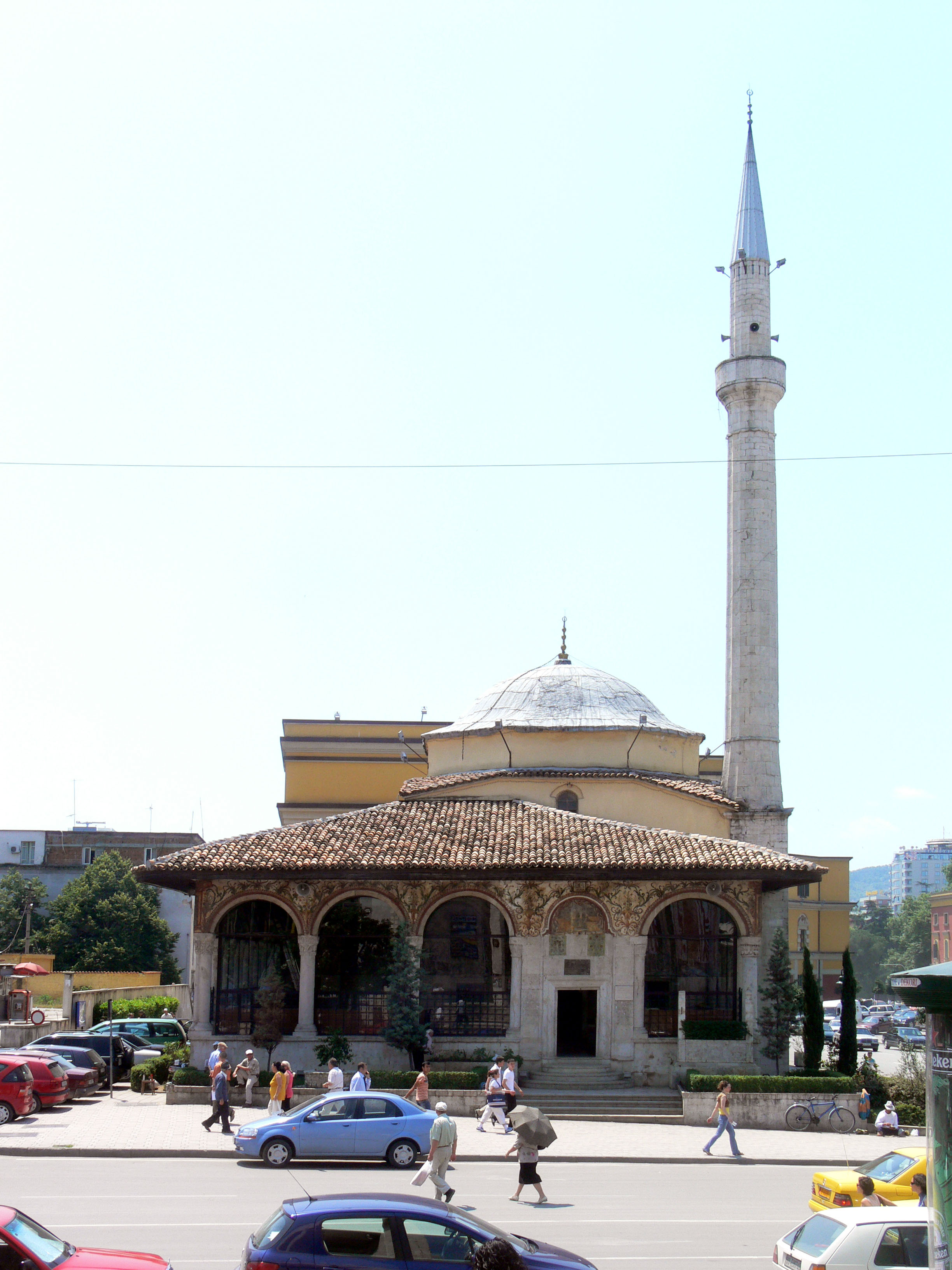
Die Et’hem-Bey-Moschee aus dem 18. Jahrhundert in Tirana

Gemäß der Volkszählung 2011 sind 56,7 Prozent Einwohner Albaniens muslimisch, die Bektaschi wurden hierbei nicht mit hinzugezählt.
Eine der wesentlichen Folgen von fast fünf Jahrhunderten osmanischer Herrschaft war, dass sich die Mehrheit der Albaner zum sunnitischen Islam bekannte. Deshalb entstand der albanische Staat nach der Unabhängigkeit im November 1912 nominell als mehrheitlich muslimisch.
Im Norden breitete sich der Islam wegen des Widerstands der römisch-katholischen Kirche nur langsam aus, und auch das gebirgige Terrain hemmte den osmanischen Einfluss. In Mittel- und Südalbanien war der Katholizismus weniger stark, und gegen Ende des 17. Jahrhunderts hatte die Region größtenteils die Religion der wachsenden albanisch-muslimischen Elite angenommen. Die Existenz einer albanischen muslimischen Klasse von Paschas und Beys, die eine immer wichtigere Rolle im politischen und wirtschaftlichen Leben der Osmanen spielten, wurde für die meisten Albaner zu einer attraktiven Karriereoption.
Im 20. Jahrhundert wurde der muslimische Klerus nach Streitigkeiten mit dem katholischen und orthodoxen Klerus zuerst in den Jahren der Monarchie geschwächt und später während der 1940er Jahre und 1950er Jahre vollständig beseitigt als Folge der kommunistischen Politik, sämtliche organisierte Religion auf albanischem Territorium auszulöschen. Die Ausrufung Albaniens zum „atheistischen Staat“ 1967 führte zur Hinrichtung zahlreicher Imame, Scheichs, Hodschas, Derwische, Mollas und zur Verfolgung der muslimischen Ulema.
Nach dem Ende der kommunistischen Diktatur wurde Albanien im Dezember 1992 Vollmitglied der Organisation der Islamischen Konferenz. Allerdings wurde diese Entscheidung, die von dem damaligen Ministerpräsidenten Sali Berisha getroffen wurde, nie vom albanischen Parlament ratifiziert.
Im April 2011 wurde in der Hauptstadt Tirana die Bedër-Universität, Albaniens erste islamische Universität, eröffnet.

### Bektaschi und andere Sufiorden

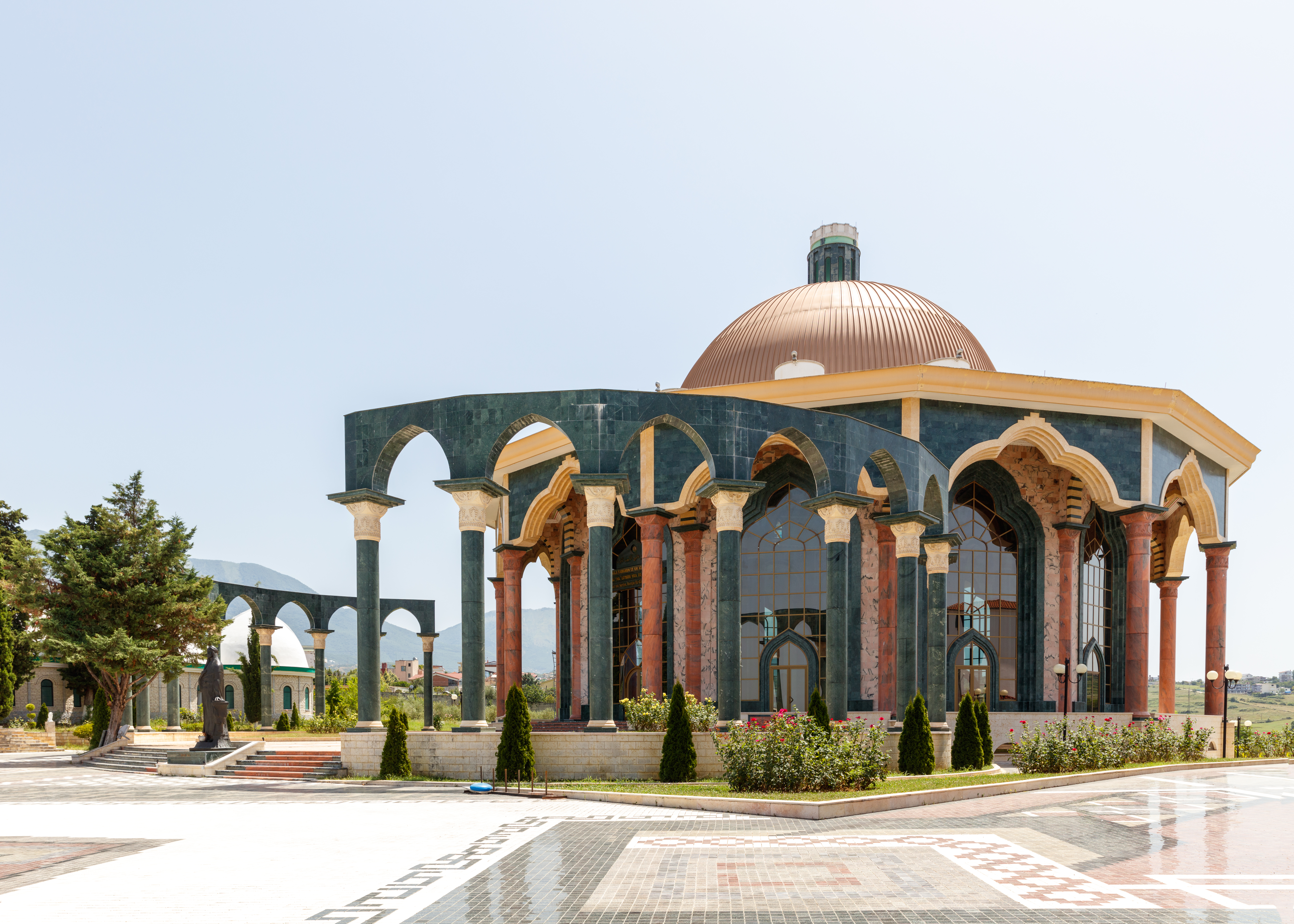
Weltzentrum der Bektaschi in Tirana

Bei der Volkszählung von 2011 bezeichneten sich 2,09 Prozent der Einwohner als Bektaschi. Die Muslime Albaniens wurden während der osmanischen Periode in zwei Hauptgemeinschaften geteilt: Die einen bekannten sich zum sunnitischen Islam, die anderen waren Bektaschi, ein mystischer Derwisch-Orden des Sufismus. Nachdem die Bektaschi in der Türkei 1925 von Staatsgründer Mustafa Kemal Atatürk verboten worden waren, verlegte der Orden sein Hauptquartier nach Tirana. Die albanische Regierung erkannte die Bektaschi später als eine vom Sunnitentum unabhängige Glaubensgemeinschaft an. Es wird geschätzt, dass die sunnitischen Muslime vor dem Jahr 1939 etwa 50 % der Bevölkerung des Landes und die Bektaschi weitere 20 % ausmachten.
Nachdem 1967 auch die Bektaschi von dem kommunistischen Hoxha-Regime verboten wurden, wurden auch die meisten historischen Derwischklöster (Tekke) zerstört, und der Orden musste sein Hauptquartier von Tirana nach Detroit in den Vereinigten Staaten verlegen. 1954 wurde dort von Baba Rexheb die erste Tekke der USA gegründet. 1990 eröffnete der Orden wieder sein Weltzentrum in Tirana.
Andere Sufiorden wie die Mevlevi und Halveti sind heute insbesondere wegen des Religionsverbots in der kommunistischen Periode kaum oder gar nicht mehr präsent.

### Orthodoxe

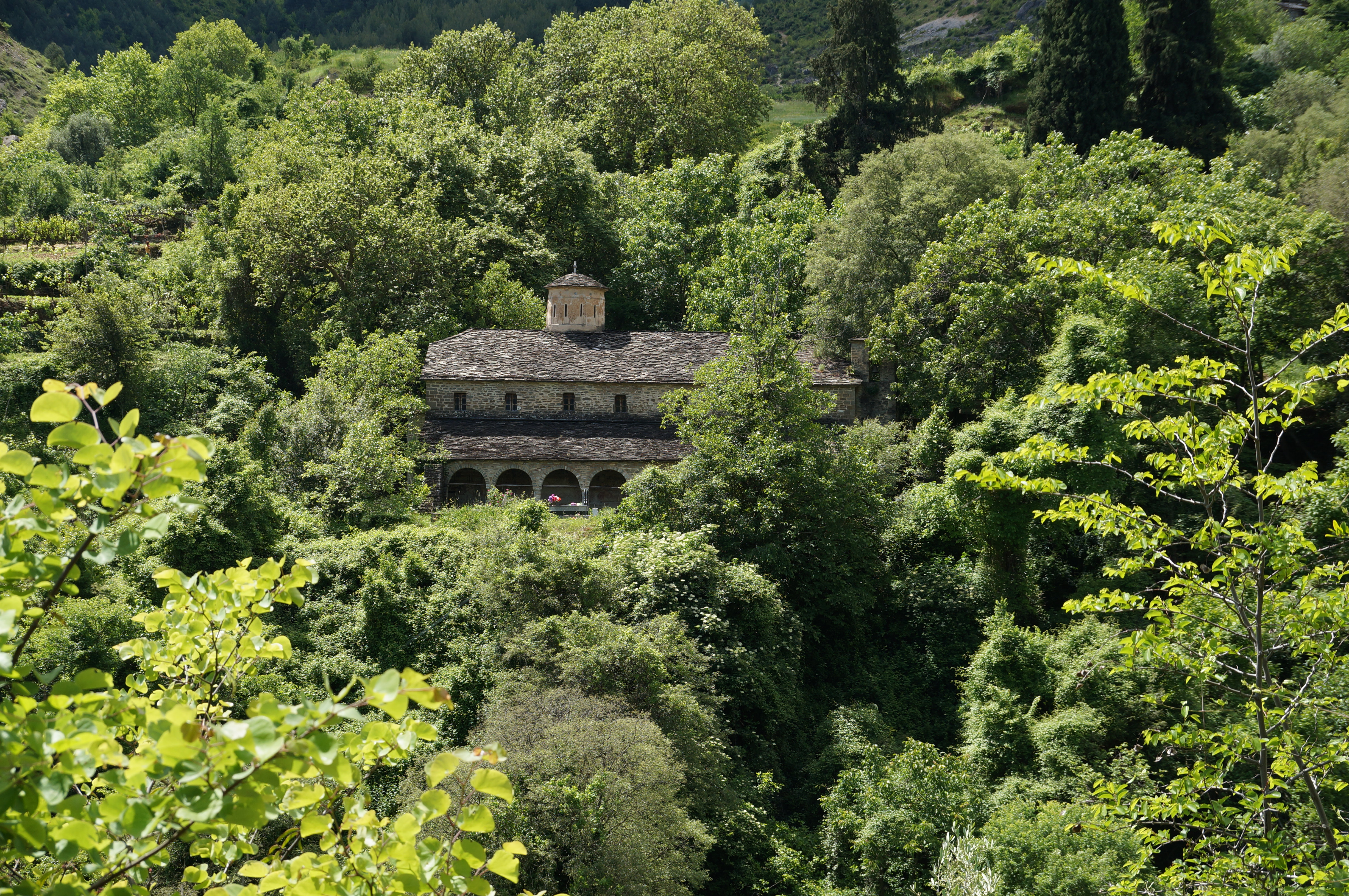
Marienkirche von Leusa, Përmet, aus dem 17. Jahrhundert

Seit dem 2. Jahrhundert n. Chr. herrschte in den Gottesdiensten, Schulen und Tätigkeiten der orthodoxen Kirche in Albanien das Griechische vor. Diejenigen albanischen Orthodoxen, die der Mode des Nationalismus auf dem Balkan des 19. Jahrhunderts folgend ihre Kirche als albanische außerhalb der griechischen errichten wollten, wurden oft durch die Griechisch sprechende Obrigkeit exkommuniziert. Nach dem Verlust ihres ökumenischen Status mit der Errichtung des bulgarischen Exarchats im Jahr 1870 wollte die griechische Kirche weitere Schismen vermeiden. Die Rivalität zwischen Griechenland und orthodoxen Albanern, die sich für kulturelle Trennung einsetzten, war so stark, dass viele Albaner wie Papa Kristo Negovani, ein in griechischen Schulen erzogener Priester, Sotir Ollani, Petro Nini Luarasi und Nuci Naco wegen ihrer patriotischen Ausrichtung ermordet wurden.
Die orthodoxe Kirche hat in den 1920er Jahren ihre Unabhängigkeit vom griechischen bzw. serbischen Patriarchat durchgesetzt und legt großen Wert darauf, dass ihre Kirchen byzantinisch und nicht etwa griechisch sind. Die ausdrückliche Distanzierung von der griechischen Kirche deutet an, wie schwierig die Beziehungen zwischen diesen beiden Nachbarländern nach wie vor sind. Auf beiden Seiten gibt es Minderheitenprobleme.
Fan Noli gründete die Albanische orthodoxe Mission unter einer amerikanischen Diözese. Obwohl orthodoxes Christentum in Albanien seit dem 2. Jahrhundert n. Chr. bestanden hatte und die Orthodoxen damals 20 % der Bevölkerung Albaniens ausmachten, wurde die erste orthodoxe Liturgie in albanischer Sprache nicht in Albanien, sondern in Massachusetts gefeiert. Später, als die orthodoxe Kirche im kommunistischen Albanien offiziell verboten war (1960–1989), überlebte sie im Exil in Boston.
Zwischen 1890 und 1920 emigrierten etwa 25.000 Albaner, mehrheitlich orthodoxe Christen aus dem südöstlichen Albanien, in die Vereinigten Staaten. Viele ließen sich in und um Boston nieder. Wie viele andere orthodoxe Einwanderer waren es vorherrschend junge, des Lesens nicht mächtige männliche Bauern. Wie so viele andere Balkaneinwanderer kehrten fast 10.000 von ihnen nach dem Ersten Weltkrieg in ihr Heimatland zurück. Fan Noli setzte die albanische orthodoxe Mission unter der amerikanischen Diözese ein.
Als im Jahr 1906 sich ein griechischer Priester von einer unabhängigen Kirchgemeinde in Hudson (Massachusetts) weigerte, einen albanischen Nationalisten zu bestatten, beantragte eine empörte albanische Gemeinschaft die missionarische Diözese, ihnen bei der Gründung einer getrennten albanischsprachigen Pfarrei innerhalb der missionarischen Diözese zu helfen. Fan Noli, ein albanischer Politiker und ehemaliger Gemeinde-Kantor, wurde in der Folge im Februar 1908 durch einen mitfühlenden erzbischöflichen Platon ordiniert, um dieser neuen albanischen Pfarrei dienen zu können. Noli half bei der Gründung von fünf weiteren albanischen Pfarreien, die meisten davon in Massachusetts, als Albanische orthodoxe Mission in Amerika unter der Schirmherrschaft der amerikanischen Diözese. Noli emigrierte später nach Albanien, war der geweihte Bischof und 1923 Primas der unabhängigen orthodoxen Kirche in Albanien. Er hatte sogar kurz das Amt des Premierministers Albaniens inne, wurde aber in einem Staatsstreich im gleichen Jahr von Ahmet Zogu gestürzt. Nach Jahren im Exil in Deutschland kehrte Noli 1932 in die Vereinigten Staaten zurück, studierte in Harvard, übersetzte Shakespeare ins Albanische und orthodoxe Bibeln und Predigten ins Englische und stand der albanischen orthodoxen Gemeinschaft in den USA bis zu seinem Tod im Jahr 1965 vor.

### Katholiken

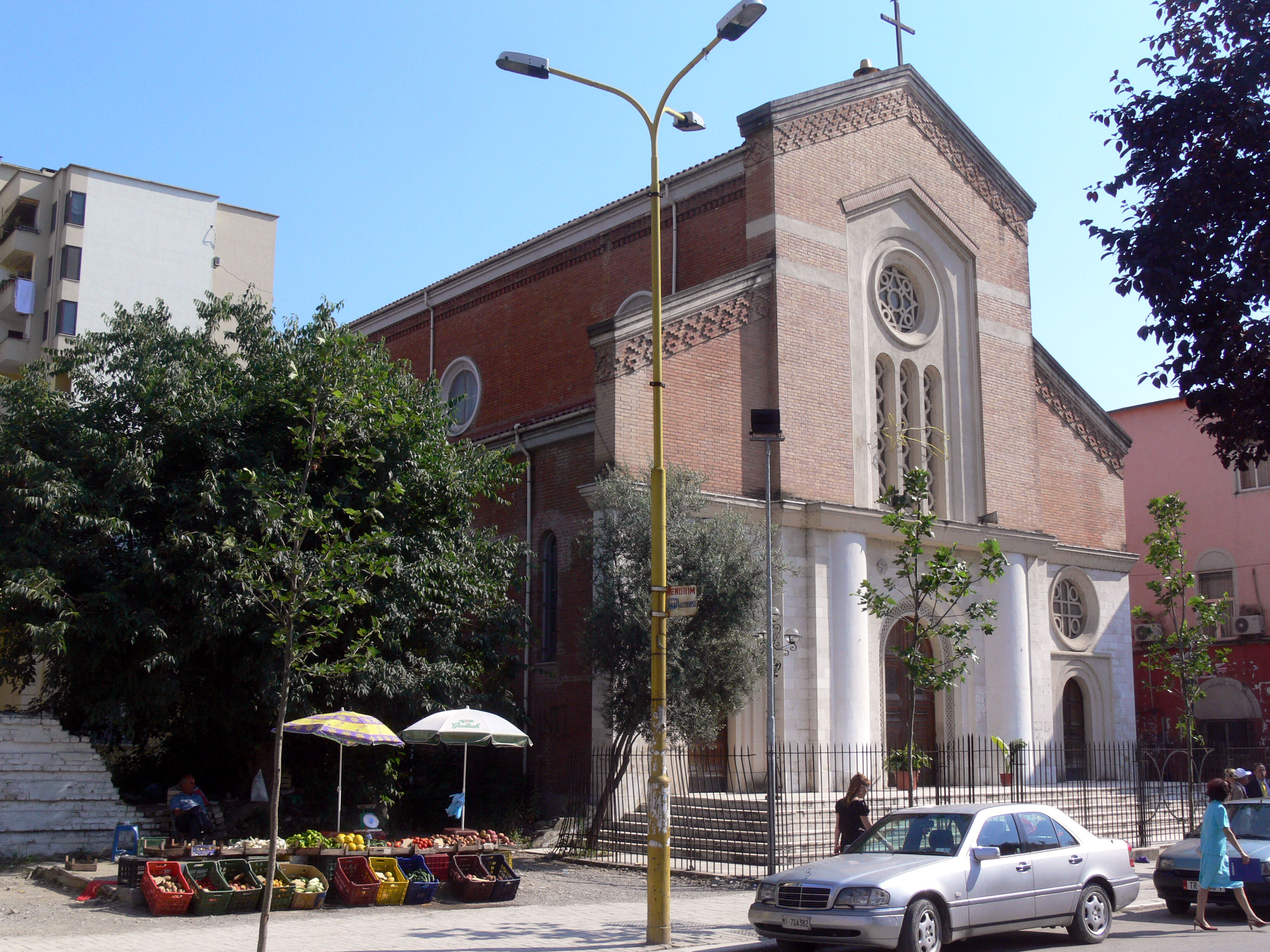
Jesuitenkirche in Tirana

Aktuelle Liste der Bistümer nach Kirchenprovinz
- Erzbistum Shkodra-Pult
  - Bistum Lezha
  - Bistum Sapa
- Erzbistum Tirana-Durrës
  - Bistum Rrëshen
  - Apostolische Administratur Südalbanien, war bis 2003 direkt dem Hl. Stuhl unterstellt

Vier Jahrhunderte lang haben die katholischen Albaner, unterstützt von franziskanischen Missionaren, für ihren Glauben Aufstände durchgeführt, bis ab Mitte des 17. Jahrhunderts die Missionierung der katholischen Albaner durch die osmanischen Herrscher begann und mit dem Übertritt zahlreicher Dörfer, besonders solcher mit orthodoxer Bevölkerung, zum Islam endete. Das Collegium Urbanum in Rom spielte eine bedeutende Rolle bei der religiösen und moralischen Unterstützung der albanischen Katholiken. Während des 17. und 18. Jahrhunderts wurden hier zahlreiche Geistliche ausgebildet, die zum Dienst in der albanischen Mission bestimmt wurden. Finanzielle Unterstützung für die albanische katholische Kirche kam von der österreichischen Regierung, die das Kultusprotektorat für die christlichen Gemeinschaften unter osmanischer Herrschaft innehatte. Ein 1858 von Erzbischof Topich von Shkodra gegründetes Priesterseminar wurde von den Osmanen zerstört, aber später auf österreichischem Territorium wieder erbaut und unter Reichsschutz gestellt. Die Kirchgesetzgebung der Albaner wurde von Clemens XI. reformiert. 1872 berief Pius IX. eine zweite nationale Synode nach Shkodra zwecks Wiederbelebung des kirchlichen Lebens ein. Gestützt vom österreichischen Interesse an Albanien wurde die Anwesenheit katholischer Bischöfe in Albanien durch ein Zivildekret des Vilâyet von Berat zugelassen.
Eine kleine Gruppe von Orthodoxen, die 1895 zur katholischen Kirche überwechselten, wiedererweckten die Albanische griechisch-katholische Kirche.
Die katholische Ordensschwester und Trägerin des Friedensnobelpreises Mutter Teresa wird, obwohl im heutigen Nordmazedonien geboren, als ethnische Albanerin heute in ganz Albanien wie eine Nationalheldin gefeiert. Der 18. Oktober, der Tag der Seligsprechung von Mutter Teresa, wird als Nationalfeiertag begangen, an dem Behörden und Schulen geschlossen bleiben. Die Regierung hat einen Mutter-Teresa-Orden gestiftet. Im Jahr 2003 wurde der Flughafen Tirana anlässlich ihrer Seligsprechung nach Mutter Teresa benannt. 2016 wurde sie heiliggesprochen.
Achtunddreißig Märtyrer, die vom kommunistischen Regime verfolgt worden waren, werden im November 2016 seliggesprochen.

## Gesetzliche Feiertage

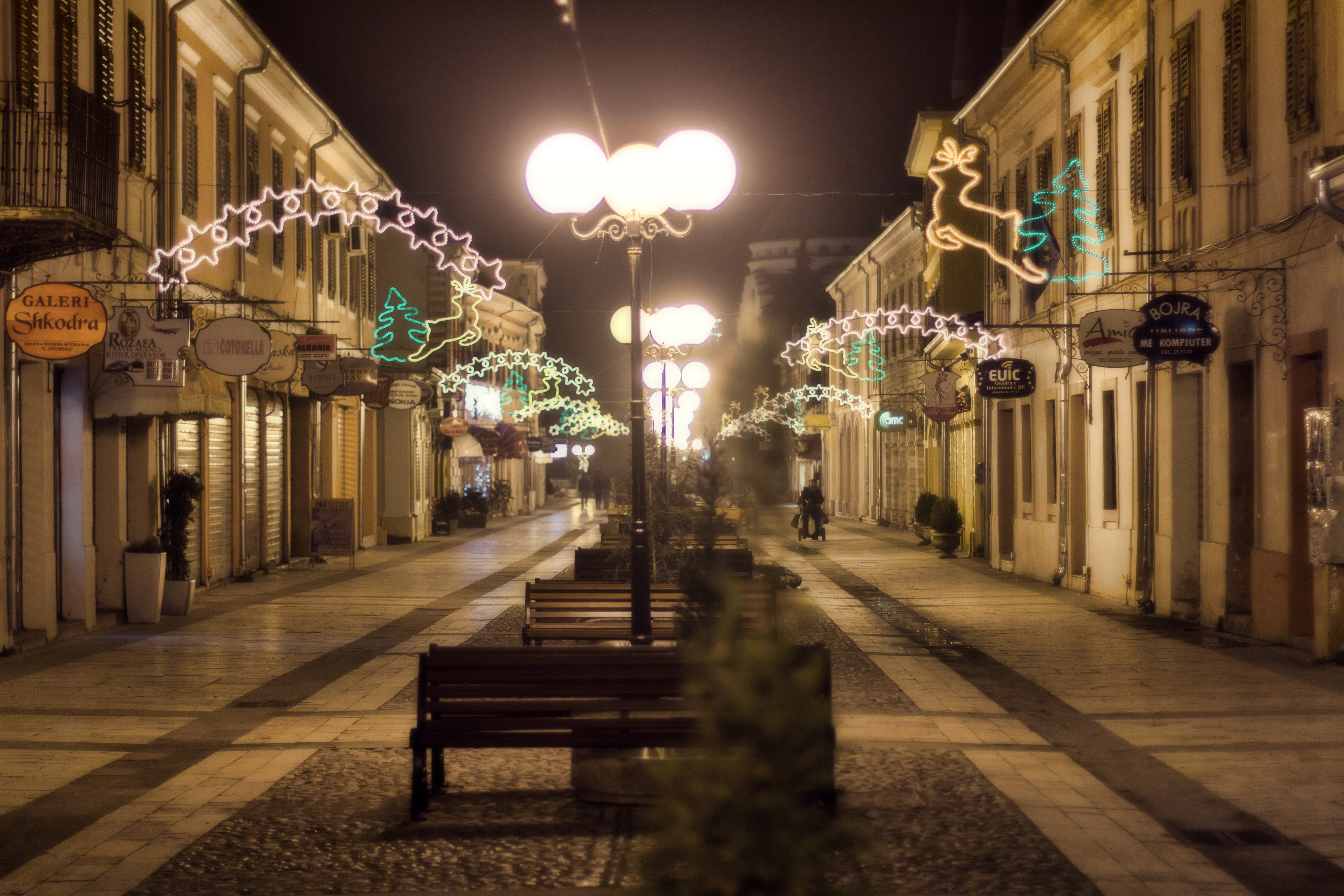
Weihnachtsdekoration in Shkodra

Folgende religiöse Feste waren im Jahr 2021 gesetzliche Feiertage:
- 22. März: Nouruz
- 18. Oktober: Heiligsprechung Mutter Teresas*
- 25. Dezember: Weihnachten
- Katholische Ostern*
- Orthodoxe Ostern*
- Großer Bajram (Ende des Ramadan, 1. Schauwāl)
- Kleiner Bajram (Opferfest, 10. Dhū l-Hiddscha)

*) Bei Feiertagen, die auf einen Sonntag fallen, ist auch der folgende Montag frei.